# Elecciones presidenciales de Venezuela de 2006
Las elecciones presidenciales de Venezuela para el período 2007-2013 fueron el proceso electoral llevado a cabo  domingo 3 de diciembre de 2006, siendo reelegido Hugo Chávez.
Después de ganar un referéndum revocatorio en 2004, el presidente Hugo Chávez se posicionó para la reelección en 2006 para un segundo mandato completo. La oposición no realizó primarias, sino que los candidatos llegaron a un consenso para respaldar al gobernador del Estado Zulia, Manuel Rosales. Chávez se benefició de una gran popularidad para ese momento y lideró la mayoría en las encuestas de opinión a lo largo de la campaña. Ganó la reelección por el margen más amplio en porcentaje del voto popular desde las elecciones de 1947, y por el mayor margen de votos emitidos en la historia de Venezuela.

## Participantes
El Consejo Nacional Electoral (CNE) admitió 22 candidatos presidenciales para el período constitucional que va desde el 10 de enero de 2007 al 10 de enero de 2013. 
Del total de postulados, 8 de ellos presentan su renuncia antes de las elecciones, quedando de esta manera 14 candidatos (4 de ellas mujeres), para disputar estos comicios. Estos fueron los candidatos:
- Hugo Chávez, candidato presidente representando al MVR y a la coalición de otros 24 partidos aliados que lo respaldan (PODEMOS, PPT, PCV, MEP, UPV, Liga Socialista, Tupamaro, Gente Emergente, MIGATO, Unión, MDD, CMR, CRV, IPCN, MCM, MCGN, Poder Laboral, ONDA, MNI, UPC, FACOBA, PROVEN y las REDES).

- Manuel Rosales, Gobernador del Zulia (se separó de su cargo temporalmente desde el 18 de agosto de 2006 hasta el 6 de diciembre del mismo año), fue el principal candidato de la oposición, con una coalición de 43 organizaciones políticas respaldándolo, entre las que se encuentran Un Nuevo Tiempo, COPEI, Primero Justicia, MAS, LA CAUSA R, Un Solo Pueblo, Bandera Roja, Convergencia, Izquierda Democrática, Polo Democrático, SI, Movimiento Republicano, URD, MIN-Unidad, Solidaridad, APERTURA, Visión Venezuela, Visión Emergente, Venezuela de Primera, Fuerza Popular, Fuerza Liberal, Democracia Renovadora, Fuerza de la Gente, Imagen Democrática, ONI, SOLUCIÓN, PQAC, IPV, INCVF, LA LLAVE, RENACE, Venezuela Somos Todos, NED, Electores Libres, Pensamiento Nacional, Movimiento Laborista, ENCUENTRO, Acción Agropecuaria, AME, PPI, Constructores de un País, Dignidad Patriótica y PIEDRA.

- Eudes Vera, iniciativa propia
- José Tineo, partido Venezuela Tercer Milenio (VTM).
- Carmelo Romano Pérez, Movimiento Liberal Pueblo Unido (MLPU).
- Ángel Irigoyen, partido Rompamos Cadenas (RC).
- Venezuela Da Silva, Nuevo Orden Social (NOS).
- Homer Rodríguez, Movimiento Por Querer a Venezuela (PQV).
- Isbelia León, movimiento Institución Fuerza y Paz (IFP).
- Pedro Francisco Aranguren, Movimiento Conciencia de País (MCP).
- Luis Alfonso Reyes Castillo, Organización Juventud Organizada de Venezuela (Joven).
- Judith Salazar, Hijos de la Patria (HP).
- Alejandro José Suárez Luzardo, Movimiento Sentir Nacional (MSN).
- Carolina Contreras, por iniciativa propia.

### Candidatos retirados
- Benjamín Rausseo, comediante y empresario, por el Partido Independiente Electoral de Respuesta Avanzada (PIEDRA)
- Jesús Caldera Infante, por el Partido Nueva Alianza Progresista (NAPO), expresidente del Fondo de Garantía de Depósitos.
- Ángel Blanco Soteldo, por grupo de electores.
- Lourdes Santander, por movimiento Ambientalista de Ordenación Sustentable (Amaos).
- Brigida García, por el partido Juan Bimba.
- José Gregorio Hernández Chávez, por el partido PASR.
- Abade Vásquez, por el partido Unión Nacional de Independientes de Organizaciones Sociales (Unidos).
- Enoes Sánchez, por el partido Fuerza de Acción Independiente.

## Antecedentes
- El presidente venezolano Hugo Chávez, fue elegido presidente en 1998 bajo la antigua constitución de 1961. En el 2000, a un año y medio de su primera elección, fue ratificado en el cargo mediante unos comicios llamados popularmente como las "megaelecciones". Según lo previsto por la Constitución se realizarán comicios presidenciales después de haber cumplido seis años de periodo constitucional por lo cual el Poder Electoral convocó de manera oficial a elecciones presidenciales el 14 de marzo de 2006.[2] Debe recordarse que Chávez fue separado del poder por dos días, cuando fue derrocado mediante el golpe de Estado del 11 de abril de 2002.

- El 15 de agosto de 2004 se llevó a cabo un referéndum, de acuerdo al artículo 72 de la Constitución, donde se aprobaría o no la permanencia de Chávez, en el que oficialmente volvió a vencer con un 59,10% de los votos. Este resultado fue disputado por representantes de la oposición, quienes denunciaron un supuesto fraude y exigieron un conteo manual de la totalidad de los votos.[3] El Centro Carter y la Organización de los Estados Americanos (OEA) ratificaron los resultados del referéndum y la oposición nunca entregó pruebas del supuesto fraude que permitiera al CNE atender sus quejas.[4]
- A finales del año 2004 también se realizaron elecciones para las gobernaciones y alcaldías, cuyos puestos fueron ganados mayoritariamente por partidarios de Chávez.
- En septiembre de 2005 se eligieron los cargos de concejales y juntas parroquiales. Esta fue la primera vez en la historia del país en la que estos cargos se eligieron en una fecha distinta que los de alcaldes y gobernadores.
- En diciembre de 2005 en las elecciones a la Asamblea Nacional, todos los escaños fueron ganados por simpatizantes de Chávez, con un 75% de abstención[5] de votantes después que los candidatos de la oposición en su mayoría se retiraron de la contienda argumentando su falta de confianza en el poder electoral venezolano. El chavismo se refirió a esta retirada como un boicot al sistema electoral venezolano.

## Oposición
Los líderes de la oposición, conscientes de que era imposible vencer a Hugo Chávez si no presentaban un candidato único, iniciaron los esfuerzos para escogerlo, dentro de la amplia amalgama de precandidatos que deseaban ser postulados. Estos eran Manuel Rosales, gobernador del Zulia por el partido Un Nuevo Tiempo; Julio Borges, exdiputado mirandino por Primero Justicia; Teodoro Petkoff, exministro y exsenador del MAS ahora independiente; Sergio Omar Calderón, exgobernador del Táchira por COPEI; William Ojeda, exdiputado por su partido Un Solo Pueblo; Cecilia Sosa, expresidenta de la extinta Corte Suprema de Justicia, apoyada por el Partido Federal Republicano; Enrique Tejera París, excanciller y exsenador, independiente; Vicente Brito, expresidente de Fedecámaras apoyada por el Movimiento Republicano (MR); y Froilán Barrios, expresidente de la CTV. 

### Elecciones primarias
El precandidato Julio Borges propuso la idea de unas elecciones primarias para elegir al candidato único de la oposición, para inicios de agosto. Sin embargo la idea presentaba muchos puntos débiles, por lo que precandidatos como Teodoro Petkoff se mostraron en su contra. Luego de algunas negociaciones la asociación civil Súmate presentó su propuesta de que fuera ella la que se encargara de realizarlas. Se fijó la fecha para el 13 de agosto, pero debido a la escogencia el día 9 del mismo mes del candidato único de la oposición las elecciones primarias no se llevaron a cabo.

### Designación de Manuel Rosales
Días antes de la escogencia del candidato único, por la mayor parte de la oposición, el precandidato Teodoro Petkoff, quien era el tercero en todas las encuestas, anunció la retirada de su candidatura presidencial para que se agilizara la búsqueda. Las reuniones entre los restantes se siguieron celebrando con más frecuencia hasta que al mediodía del día 9 de agosto Julio Borges, precandidato por Primero Justicia, comunicó al país la decisión de apoyar a Manuel Rosales como candidato único opositor.
Esto significaba que desde ese momento el gobernador Manuel Rosales se convertía en el líder de la Oposición Venezolana y que sería el que representaría a los miles de ciudadanos adversos al gobierno y se enfrentaría al Presidente Hugo Chávez, quien busca la reelección, a pesar de no contar con el respaldo de partidos opositores como el liderazgo nacional de Acción Democrática y Proyecto Venezuela. Sin embargo más de treinta organizaciones políticas y civiles del país manifestaron públicamente su apoyo a Rosales. El buró sindical de AD así como sus componentes regionales de Nueva Esparta, Monagas, Zulia, Cojedes, Anzoátegui y demás estados junto a muchos líderes "adecos" anunciaron que apoyarán al candidato único de la oposición en las elecciones del 3 de diciembre.
El Tribunal Supremo de Justicia decidió que el gobernador Rosales estaba obligado a dejar la gobernación del Zulia para ser candidato presidencial, basándose en el artículo 229 de la constitución nacional de 1999 aunque no de manera absoluta, sino autorizado temporalmente por el Consejo Legislativo del Zulia, por lo que en caso de que este perdiera las elecciones presidenciales pudiera resumir la magistratura del estado nuevamente. Una vez formalizada su postulación el secretario general de Gobierno, Nelson Carrasquero, asumió el cargo de acuerdo a la legislación del Estado Zulia.
El 17 de agosto en el Hotel Hilton de Caracas Rosales presentó la composición de su comando de campaña: Julio Borges, quien aspiraba a la vicepresidencia (siendo nombrado por el presidente de la República, ya que no es electo popularmente), y Teodoro Petkoff, (exministro de Cordiplan de Rafael Caldera) como Director Nacional de Estrategia, encabezaron el equipo de campaña. Armando Briquet y Gerardo Blyde integraron el equipo de estrategia nacional en representación de Primero Justicia. Como director de campaña asumió las riendas el politólogo José Vicente Carrasquero, mientras que el director Nacional del Programa de Gobierno es Eleodoro Quintero. También trabajó como secretario ejecutivo de campaña, Enrique Ochoa Antich; como Director de la Unidad de Apoyo al Candidato, Omar Barboza, y como Director de la Unidad de Asesoría al Candidato, Hiram Gaviria. Cecilia Sosa estuvo al frente de la Comisión de Asesoría de Asuntos Jurídicos, Vicente Brito fue el Asesor para la Inversión Privada, y Enrique Tejera París dirigió la asesoría de Asuntos Políticos Internacionales. La Comisión Nacional de Relaciones Institucionales estuvo a cargo de Rafael Simón Jiménez (ex Mas, ex Podemos y ex Vamos, representando al partido Polo Democrático para el momento de la campaña electoral); como Director de Relaciones con los Partidos Políticos, Ángel Emilio Vera; en la Comisión Nacional de Organización, Luis Emilio Rondón y como Director Ejecutivo, Ciro Belloso. Pedro Pablo Fernández fue el responsable de los Programas Especiales; William Ojeda (ex chavista, precandidato del partido Un Solo Pueblo y declinó a favor de Rosales), el director Nacional de Voluntariado y Anairé Morales, Secretaria Ejecutiva. El Director de Asuntos Internacionales es Timoteo Zambrano (ex-AD y actual miembro de Un Nuevo Tiempo); y Director Nacional de Relaciones con el Consejo Nacional Electoral, Enrique Márquez. Como Directora de la Comisión de Movimientos Sectoriales se desempeñó Liliana Hernández; Directora del Movimiento Cambio, Alexandra Belandria; Director del Movimiento Voluntarios por Venezuela, Julio Montoya; Director del Movimiento Promotores de la Unidad Nacional, Sergio Omar Calderón; Director del Movimiento de Trabajadores en Venezuela, Froilán Barrios y Director de Jóvenes por Venezuela, Denis Ramírez.
Se dice que la candidatura de Benjamín Rausseo, quien es un comediante muy reconocido en el país, había subido exponencialmente en las encuestas de opinión en los días siguientes de su anuncio a la candidatura presidencial como outsider a la dirigencia política opositora, lo cual apresuró al resto de los candidatos a escoger a Manuel Rosales como candidato de la oposición. Con el tiempo Rausseo renunciaría a su postulación, dejándole el camino libre a Rosales, sin su apoyo expreso.

## Encuestas
Una encuesta realizada por Datanálisis en agosto de 2006, daba a Hugo Chávez una ventaja de 41 puntos: Chávez conseguiría un 58,2% de votos, mientras que el candidato de la oposición Manuel Rosales 17,4% de votos. Esa misma encuestadora publicó el 16 de noviembre de 2006 una encuesta realizada entre el 28 de octubre y el 6 de noviembre a 1600 electores que arrojó como resultados una intención del voto de 52% para Hugo Chávez y de 25,5% para Manuel Rosales. Entre los sondeos realizados en la recta final de la campaña electoral se encuentran los tracking polls diarios de la firma Hinterlaces, que estimaron una intención del voto a Chávez de 45% mientras que a Rosales le otorgaron un 27%., mientras la encuestadora Consultores 21 indicó que Chávez mantendría una ventaja de 13 puntos porcentuales sobre su más cercano competidor al obtener 53% y 40% respectivamente.

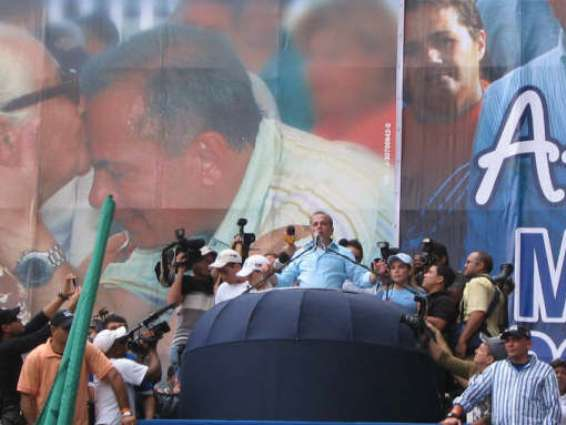
Manuel Rosales, candidato de la Oposición Venezolana.

Una encuesta de la firma Penn, Schoen and Berland de septiembre de 2006 estimó unas preferencias electorales de 50% para Chávez y 37% para Rosales. Según la encuestadora estadounidense la diferencia entre el actual presidente Hugo Chávez y el opositor Manuel Rosales se habría achicado, quedando a tan sólo seis puntos de diferencia. La encuestadora, que realizó un sondeo a 1000 venezolanos de diferentes localidades del país, entre el 6 y 10 de noviembre, daba un 48% de votos a favor de Chávez contra un 42% a favor de Rosales, con un margen de error de entre 3% y 3,5%.
Otras encuestas como la del Instituto Venezolano de Análisis de Datos publicado por periódico venezolano Últimas Noticias el 3 de noviembre y realizado entre el 18 y 29 de octubre a 1400 electores, le otorgó a Chávez un 53,2% y a Rosales un 28,1%, mientras que en una nueva encuesta realizada también por el IVAD y publicada el 23 de noviembre, Chávez tuvo una ventaja de 27 puntos porcentuales con un 54,6% sobre el 27,5% de Rosales.
Una encuesta realizada por Zogby International entre el 1 y 16 de octubre de 2006 sobre una muestra de 800 electores, y publicada 23 de octubre de 2006, indicó una intención del voto del 59% de los encuestados para el candidato Hugo Chávez, 35 puntos de ventaja sobre Manuel Rosales, que obtuvo 24% con un margen de error de 3,5 puntos porcentuales mientras que en una nueva encuesta de Zogby International realizada el 12 y el 18 de noviembre le otorga un 60% a Chávez y un 31% a su principal contendiente.
Otra encuesta, realizada por profesores de la Universidad Complutense de Madrid en dos fases también dio como virtual ganador al candidato oficialista con un 59% frente al 39% de su más cercano contrincante. En tanto la encuestadora estadounidense Evans/McDonough con el apoyo de la venezolana Consultores 30.11 en una encuesta realizada a 2.000 electores le otorgaron una ventaja de 22 puntos porcentuales al aspirante a la reelección con un 57% sobre el 35% obtenido por Manuel Rosales.
Según una encuesta de Associated Press realizada por la encuestadora Ipsos entre el 10 y el 18 de noviembre de 2006 a 2500 votantes y publicada el 23 de noviembre, Chávez obtendría un 59% de los votos y Rosales un 27% con un margen de error de 3%
En contraste, tres encuestadoras reflejaron una diferencia entre los dos principales candidatos mucho menor hasta el punto de declararlo un empate técnico: la empresa Keller y Asociados quien le otorgó al Presidente Chávez un 52% de apoyo mientras el gobernador Rosales obtiene un 48% de aprobación, la firma Survey Fast que estimó un 49.8% para Chávez contra un 49.1% de Rosales.
y Cifras Encuestadora Ceca que en una encuesta cuyos resultados fueron publicados el 23 de octubre indicaron una intención del voto de 41,3% a favor de Manuel Rosales contra 39,5% obtenido por Hugo Chávez, siendo ésta la única donde el principal candidato opositor superó al candidato oficialista.
Las encuestas se convirtieron en un instrumento propagandístico para ambos comandos de campaña, que alabaron a aquellas encuestas que les eran favorables mientras denunciaban como pagadas y falsas aquellas que no lo son. Sobre esto, el director de la encuestadora Datanálisis, Luis Vicente León, declaró que "al Gobierno puede no gustarle que pensemos que Rosales todavía pueda crecer (electoralmente), pero la oposición ha descalificado todas la encuestas en las que Chávez figura con 20 puntos sobre Rosales".
Cabe la pena destacar, que algunas de las encuestas distribuyeron a aquellos indecisos o llamados ni-nis y abstencionistas entre los dos principales candidatos. 
A continuación se muestra una tabla comparativa de las diferentes encuestas con sus resultados y su fecha de publicación. En ella sólo se ha tomado en cuenta a los dos principales candidatos, aquellas encuestas con el signo de asterisco (*) presentan resultados donde se distribuyeron aquellos indecisos o abstencionistas.
| Encuestadora                      | Encuesta                                                                                          | Fecha                    |                |                 |
| --------------------------------- | ------------------------------------------------------------------------------------------------- | ------------------------ | -------------- | --------------- |
| Encuestadora                      | Encuesta                                                                                          | Fecha                    | 'Chávez' 'MVR' | 'Rosales' 'UNT' |
| Encuestadora                      | Encuesta                                                                                          | Fecha                    |                |                 |
| Zogby International               | (enlace roto disponible en Internet Archive; véase el historial, la primera versión y la última). | 24 de noviembre de 2006  | 60%            | 31%             |
| AP-Ipsos                          |                                                                                                   | 23 de noviembre de 2006  | 59%            | 27%             |
| IVAD                              |                                                                                                   | 23 de noviembre de 2006  | 54,6%          | 27,5%           |
| Penn, Shoen and Berland           |                                                                                                   | 16 de noviembre de 2006  | 48%            | 42%             |
| Datanálisis                       |                                                                                                   | 16 de noviembre de 2006  | 52%            | 25,5%           |
| Universidad Complutense de Madrid |                                                                                                   | 15 de noviembre de 2006  | 59%            | 39%             |
| Consultores 21                    |                                                                                                   | 14 de noviembre de 2006  | 53%            | 40%             |
| Evans/McDonough                   | Archivado el 5 de enero de 2016 en Wayback Machine.                                               | 9 de noviembre de 2006   | 57%            | 35%             |
| Hinterlaces                       |                                                                                                   | 9 de noviembre de 2006   | 45%            | 27%             |
| IVAD                              |                                                                                                   | 3 de noviembre de 2006   | 53,2%          | 28,1%           |
| Keller y Asociados*               |                                                                                                   | 2 de noviembre de 2006   | 52%            | 48%             |
| Ceca                              |                                                                                                   | 23 de octubre de 2006    | 39,5%          | 41,3%           |
| Zogby International               | (enlace roto disponible en Internet Archive; véase el historial, la primera versión y la última). | 23 de octubre de 2006    | 59%            | 24%             |
| Datanálisis                       | Archivado el 11 de marzo de 2007 en Wayback Machine.                                              | 13 de septiembre de 2006 | 58,2%          | 17,4%           |

## Campaña
El período de campaña para las candidaturas presidenciales comenzó el 1 de agosto de 2006.

### Hugo Chávez
El Presidente Hugo Chávez presenta un lema similar al de las elecciones parlamentarias de diciembre de 2005, "10 millones por el buche" y es alusiva a la cantidad de votos que este candidato esperaba conseguir en la elección presidencial. 
El 1 de septiembre de 2006 su comando de campaña estrenó uno nuevo: "El Bravo Pueblo (Está Contigo)", refiriéndose a un fragmento del himno nacional Gloria al Bravo Pueblo, a pesar de que las leyes de este país prohíben el uso de símbolos patrios en las campañas electorales. El 9 de octubre toda la campaña sufrió un nuevo cambio con el lema: "Por Amor" cuyo arte y eslogan fue creado por Carmen D. Fuentes Rodríguez, militante del partido PSUV, en el que en un mensaje televisado expresa que todo lo que ha realizado en sus ocho años de Gobierno ha sido por amor. 
También sus lemas sufrieron un cambio, atrás quedaron Los "10 Millones por el Buche", y retomaron el "¡Uh! ¡Ah! ¡Chávez No se Va!" creado también por Carmen D. Fuentes Rodríguez e incorporaron la frase: "Chávez: Victoria de Venezuela".
Entre los ataques proferidos por Hugo Chávez al principal candidato opositor Manuel Rosales, destacan en acusarlo de ser una marioneta del gobierno de Estados Unidos, de representar la "cuarta República", y de apoyar al efímero gobierno de Pedro Carmona Estanga y su polémico decreto que disolvió todos los poderes públicos el día 11 de abril de 2002.

### Manuel Rosales

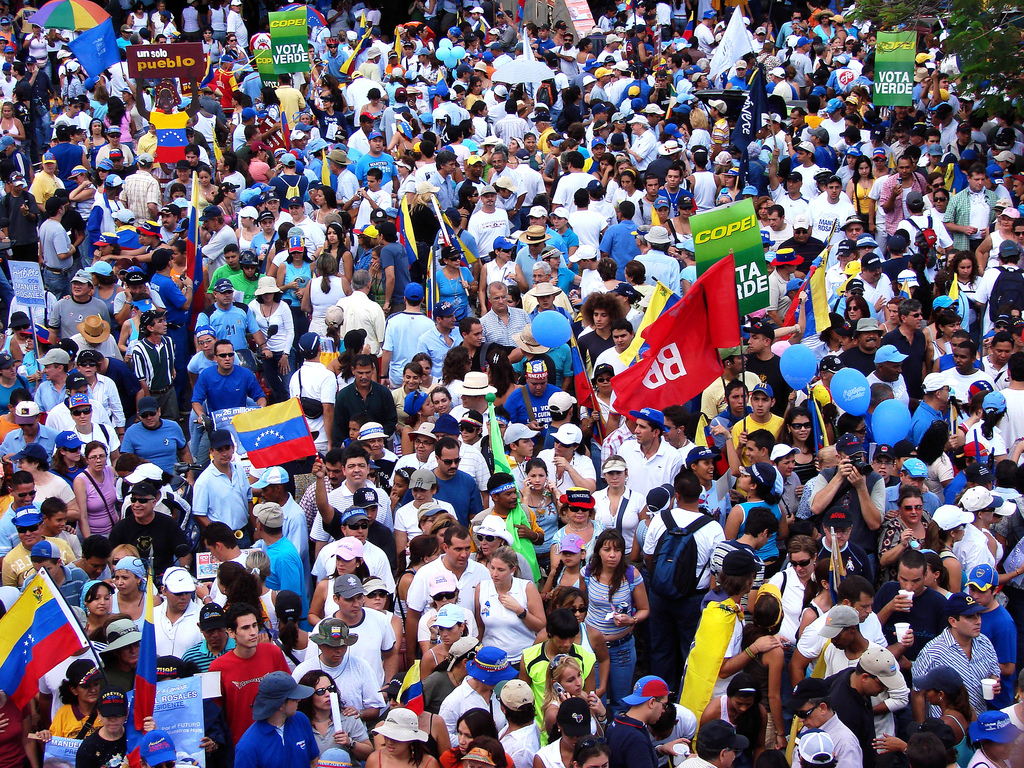
Marcha realizada en Caracas, en apoyo a Manuel Rosales.

El lema es "Atrévete con Manuel Rosales", acompañado de una canción de título Atrévete, siendo ésta una reedición de la canción del mismo título del grupo puertorriqueño Calle 13 (luego esta agrupación acusaría de plagio al candidato).[cita requerida] Con esta expresión esperaban conseguir el apoyo de la mayoría de los partidos opositores al gobierno de Chávez. También la campaña utilizó la expresión: "por 26 millones de Venezolanos", el número de habitantes de Venezuela para ese momento y en contraposición con el lema electoral del candidato a la reelección Hugo Chávez el cual era "10 Millones por el Buche". La propuesta bandera del candidato opositor se sintetiza en la denominación 'Mi Negra', que hace alusión a la propuesta de entregar el 20% de las regalías petroleras a las clases más pobres de la población a través de una tarjeta de débito cuyo prototipo fue distribuido en todo el país y que cualquier venezolano pudo adquirir con solo manifestar su voluntad. Dicha distribución masiva ya ha venido ocurriendo incluso antes de las elecciones mismas como parte de la estrategia política de Manuel Rosales.
La principal acusación contra su principal rival Chávez se destaca las acusaciones de querer implantar un régimen comunista; promete promover las inversiones extranjeras y mejorar las relaciones con Estados Unidos y los "socios tradicionales" de Venezuela y de romper con el gobierno cubano encabezado por Fidel Castro.

### Benjamín Rausseo
Benjamín Rausseo, quien es más conocido por su personaje humorístico "Er Conde del Guácharo", propone inicialmente una campaña para atraer a los electores conocidos localmente como "ni-ni", los cuales no se sienten identificados con el gobierno ni la oposición tradicional. Contó con varios lemas entre ellos "alpargata mata bota", "primero los venezolanos y los demás que hagan la cola", "chiruli con chiruli y arrendajo con arrendajo". Pero el más popular de sus lemas fue "vota piedra", que recuerda a la expresión venezolana de "sacar o botar la piedra", la cual significa estar molesto. El Sr. Rausseo, tras varios meses de campaña, sufre en octubre de 2006 de un severo colapso a su salud, aparentemente motivado por las presiones que rodearon su campaña, y finalmente el 16 de noviembre renuncia formalmente a su candidatura presidencial ante el Consejo Nacional Electoral, otorgando "libertad de conciencia" a sus seguidores para que procedan a votar por la elección disponible que consideren más conveniente.

## Día de la elección

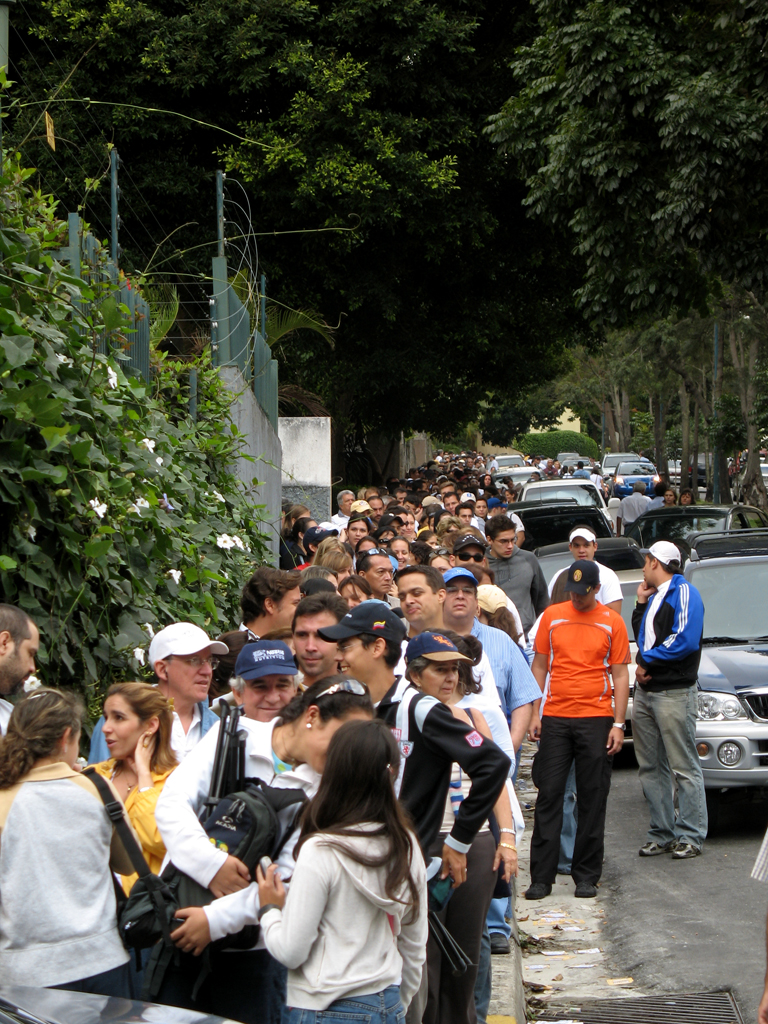
En Caracas se notó una alta afluencia de personas a los centros de votación; la abstención fue menor al 25% en todo el país y la más baja que se registra desde 1988

Luego de la instalación del 100% de las mesas electorales por parte del CNE, con el apoyo del Plan República, en lo que representa un total de 33 mil mesas en todo el país, se procedió a comenzar el acto de votación previsto para las 06:00 a. m. en todo el territorio nacional.
A las 10:10 p. m. la presidenta del Consejo Nacional Electoral, Tibisay Lucena, anuncia en cadena nacional el primer boletín informativo con un total de 78,31% de los votos escrutados, el cual reflejó que el candidato Hugo Chávez obtuvo 5 millones 936 mil 141 (61,35%) de los escrutinios, mientras Manuel Rosales obtuvo 3 millones 715 mil 292 votos (38,33%)
Pocos minutos después los simpatizantes de Hugo Chávez salieron a las calles de las principales ciudades del país para celebrar la victoria de su abanderado. En el centro de Caracas se reunieron en los alrededores del "Balcón del Pueblo" en Miraflores, desde donde Chávez profirió sus primeras palabras como Presidente de Venezuela reelecto para el cargo correspondiente al periodo 2007-2013. Los primeros vítores del jefe de Estado fueron para Venezuela, "la revolución socialista" y el Libertador, Simón Bolívar y, como prometió hace unos días, dedicó su triunfo al mandatario cubano, Fidel Castro, así como a "los mártires de la Patria, que dieron su sangre en los últimos 500 años".
Mientras tanto, el candidato de la oposición, desde su comando de Campaña ubicado en la "Quinta Esmeralda", (Caracas), reconoció la derrota ante su adversario Hugo Chávez, en un breve discurso de aliento a sus simpatizantes. Advirtió que la diferencia "real" fue por un margen más estrecho, y que se mantendrá en la calle luchando por el pueblo de Venezuela.

## Resultados
| Candidatos                                  | Partido                                                | Votos      | %     |
| ------------------------------------------- | ------------------------------------------------------ | ---------- | ----- |
| Hugo Chávez                                 | Movimiento V República                                 | 4.845.480  | 41,66 |
| Hugo Chávez                                 | Por la Democracia Social                               | 759.826    | 6,53  |
| Hugo Chávez                                 | Patria Para Todos                                      | 597.461    | 5,14  |
| Hugo Chávez                                 | Partido Comunista de Venezuela                         | 342.227    | 2,94  |
| Hugo Chávez                                 | Movimiento Electoral del Pueblo                        | 94.706     | 0,81  |
| Hugo Chávez                                 | Movimiento Independiente Ganamos Todos                 | 88.307     | 0,76  |
| Hugo Chávez                                 | Unidad Popular Venezolana                              | 79.929     | 0,69  |
| Hugo Chávez                                 | Clase Media Revolucionaria                             | 69.264     | 0,60  |
| Hugo Chávez                                 | Tupamaro                                               | 69.239     | 0,60  |
| Hugo Chávez                                 | Liga Socialista                                        | 58.330     | 0,50  |
| Hugo Chávez                                 | Movimiento por la Democracia Directa                   | 41.357     | 0,36  |
| Hugo Chávez                                 | Gente Emergente                                        | 30.154     | 0,26  |
| Hugo Chávez                                 | Partido Unión                                          | 29.614     | 0,25  |
| Hugo Chávez                                 | Movimiento Cívico Militante                            | 29.428     | 0,25  |
| Hugo Chávez                                 | Grupo Nacional Socialista de Liberación Pro-Venezuela  | 27.427     | 0,24  |
| Hugo Chávez                                 | Unidad Patriótica Comunitaria                          | 22.473     | 0,19  |
| Hugo Chávez                                 | Movimiento de Concentración Gente Nueva                | 21.876     | 0,19  |
| Hugo Chávez                                 | Fuerza de Acciones Coordinadas de Bases por la Alianza | 19.643     | 0,17  |
| Hugo Chávez                                 | Independientes por la Comunidad Nacional               | 18.165     | 0,16  |
| Hugo Chávez                                 | Organización Nacionalista Democrática Activa           | 16.046     | 0,14  |
| Hugo Chávez                                 | Movimiento Nacional Independiente                      | 13.539     | 0,12  |
| Hugo Chávez                                 | Poder Laboral                                          | 12.612     | 0,11  |
| Hugo Chávez                                 | Corrientes Revolucionarias Venezolanas                 | 11.444     | 0,10  |
| Hugo Chávez                                 | Redes de Respuesta de Cambios Comunitarios             | 9.233      | 0,08  |
| Hugo Chávez                                 | Varias tarjetas válidas                                | 1.300      | 0,01  |
| Hugo Chávez                                 | Total Polo Patriótico                                  | 7.309.080  | 62,85 |
| Manuel Rosales                              | Un Nuevo Tiempo                                        | 1.555.362  | 13,37 |
| Manuel Rosales                              | Primero Justicia                                       | 1.299.546  | 11,17 |
| Manuel Rosales                              | COPEI                                                  | 261.515    | 2,25  |
| Manuel Rosales                              | Movimiento de Integridad Nacional-Unidad               | 99.170     | 0,85  |
| Manuel Rosales                              | Venezuela de Primera                                   | 86.958     | 0,75  |
| Manuel Rosales                              | Unión Republicana Democrática                          | 84.690     | 0,73  |
| Manuel Rosales                              | Movimiento Republicano                                 | 74.660     | 0,64  |
| Manuel Rosales                              | Movimiento al Socialismo                               | 71.600     | 0,62  |
| Manuel Rosales                              | Convergencia                                           | 59.183     | 0,51  |
| Manuel Rosales                              | Visión Emergente                                       | 46.107     | 0,40  |
| Manuel Rosales                              | Movimiento Laborista                                   | 40.007     | 0,34  |
| Manuel Rosales                              | Un Solo Pueblo                                         | 36.867     | 0,32  |
| Manuel Rosales                              | Fuerza Liberal                                         | 35.169     | 0,30  |
| Manuel Rosales                              | Renace                                                 | 32.295     | 0,28  |
| Manuel Rosales                              | Fuerza Popular                                         | 30.542     | 0,26  |
| Manuel Rosales                              | Solidaridad Independiente                              | 30.253     | 0,26  |
| Manuel Rosales                              | La Causa Radical                                       | 27.474     | 0,24  |
| Manuel Rosales                              | Movimiento Apertura                                    | 26.348     | 0,23  |
| Manuel Rosales                              | Dignidad Patriótica                                    | 25.497     | 0,22  |
| Manuel Rosales                              | Electores Libres                                       | 23.842     | 0,21  |
| Manuel Rosales                              | Venezuela Somos Todos                                  | 22.289     | 0,19  |
| Manuel Rosales                              | Acción Agropecuaria                                    | 20.953     | 0,18  |
| Manuel Rosales                              | Por Querer a la Ciudad                                 | 20.510     | 0,18  |
| Manuel Rosales                              | Organización Nacional Independiente                    | 19.295     | 0,17  |
| Manuel Rosales                              | Bandera Roja                                           | 18.881     | 0,16  |
| Manuel Rosales                              | Imagen Democrática                                     | 17.738     | 0,15  |
| Manuel Rosales                              | La Llama de Venezuela                                  | 17.057     | 0,15  |
| Manuel Rosales                              | Pensamiento Nacional                                   | 16.997     | 0,15  |
| Manuel Rosales                              | Independientes por Venezuela                           | 16.700     | 0,14  |
| Manuel Rosales                              | Izquierda Democrática                                  | 16.389     | 0,14  |
| Manuel Rosales                              | Renovación Democrática                                 | 16.267     | 0,14  |
| Manuel Rosales                              | Solidaridad                                            | 15.706     | 0,14  |
| Manuel Rosales                              | Constructores de un País                               | 14.877     | 0,13  |
| Manuel Rosales                              | Encuentro Nacional                                     | 14.160     | 0,12  |
| Manuel Rosales                              | Partido Popular Independiente                          | 13.862     | 0,12  |
| Manuel Rosales                              | Fuerza de la Gente                                     | 13.244     | 0,11  |
| Manuel Rosales                              | Independientes con Visión de Futuro                    | 13.184     | 0,11  |
| Manuel Rosales                              | Unidad Visión Venezuela                                | 12.938     | 0,11  |
| Manuel Rosales                              | Solución                                               | 11.694     | 0,10  |
| Manuel Rosales                              | Polo Democrático                                       | 10.457     | 0,09  |
| Manuel Rosales                              | Araguaney Movimiento Electoral                         | 7.951      | 0,07  |
| Manuel Rosales                              | NED                                                    | 7.714      | 0,07  |
| Manuel Rosales                              | Piensa en Democracia                                   | 5.370      | 0,05  |
| Manuel Rosales                              | Varias tarjetas válidas                                | 1.148      | 0,01  |
| Manuel Rosales                              | Total Unidad Nacional                                  | 4.292.466  | 36,91 |
| Luis Reyes                                  | Joven                                                  | 4.807      | 0,04  |
| Venezuela da Silva                          | Nuevo Orden Social                                     | 3.980      | 0,03  |
| Carmelo Romano Pérez                        | Movimiento Liberal Pueblo Unido                        | 3.735      | 0,03  |
| Alejandro Suárez                            | Movimiento Sentir Nacional                             | 2.956      | 0,02  |
| Eudes Vera                                  | Iniciativa Propia                                      | 2.806      | 0,02  |
| Carolina Contreras                          | Iniciativa Propia                                      | 2.169      | 0,01  |
| Pedro Aranguren                             | Movimiento de Conciencia de País                       | 2.064      | 0,01  |
| José Tineo                                  | Venezuela Tercer Milenio                               | 1.502      | 0,01  |
| Yudith Salazar                              | Hijos de la Patria                                     | 1.355      | 0,01  |
| Ángel Yrigoyen                              | Rompamos Cadenas                                       | 1.316      | 0,01  |
| Homer Rodríguez                             | Por Querer a Venezuela                                 | 1.123      | 0,01  |
| Isbelia León                                | Institución Fuerza y Paz                               | 793        | 0,01  |
| Votos válidamente emitidos                  | Votos válidamente emitidos                             | 11.630.152 | 98,64 |
| Votos nulos                                 | Votos nulos                                            | 160.245    | 1,35  |
| Total de votos                              | Total de votos                                         | 11.790.397 | 100   |
| Votantes registrados/participación          | Votantes registrados/participación                     | 15.784.777 | 74,69 |
| Actas escrutadas: 33.038 de 32.737 (99,08%) |                                                        |            |       |
| Fuente:                                     |                                                        |            |       |